# Окана (коммуна)
Окана (фр. Ocana, корс. Ocana) — коммуна во Франции, находится в регионе Корсика. Департамент коммуны — Южная Корсика. Входит в состав кантона Бастелика. Округ коммуны — Аяччо.
Код INSEE коммуны — 2A181.

## Население
Население коммуны на 2008 год составляло 523 человека.
| 1962 | 1968 | 1975 | 1982 | 1990 | 1999 | 2008 |
| ---- | ---- | ---- | ---- | ---- | ---- | ---- |
| 341  | 350  | 308  | 282  | 296  | 394  | 523  |

## Экономика
В 2007 году среди 324 человек в трудоспособном возрасте (15—64 лет) 225 были экономически активными, 99 — неактивными (показатель активности — 69,4 %, в 1999 году было 66,7 %). Из 225 активных работало 200 человек (106 мужчин и 94 женщины), безработных было 25 (8 мужчин и 17 женщин). Среди 99 неактивных 18 человек были учениками или студентами, 38 — пенсионерами, 43 были неактивными по другим причинам.
В 2008 году в коммуне насчитывалось 191 домохозяйство, в которых проживали 523 человека, медиана доходов составляла 16 921 евро на одного человека.